# Jornada de Tunis
La Jornada de Tunis va ser una expedició efectuada per l'emperador Carles V per tal d'arrabassar Tunis a Khair ed-Din Barba-rossa i que va tenir com a resultat la breu annexió d'aquesta ciutat a la Monarquia Hispànica.

## Antecedents
Khair ed-Din Barba-rossa, almirall otomà, s'apoderà de Tunis el 18 d'agost de 1534 deposant a Mulei Hassan, vassall de l'emperador Carles V. Això va provocar la convocatòria de les corts a Madrid, per a sol·licitar subsidis per a recuperar Tunis, i, al mateix temps, demanar ajuda a altres prínceps. Es convoca per a l'operació a les esquadres del Cantàbric i de Flandes.
Durant un any, les esquadres es van concentrant a Barcelona des d'on el monarca prepara l'expedició. Concretament des del monestir de Sant Jeroni de la Murtra, on solia anar a demanar consell al prior.

## L'esquadra
Participen:
- Portugal, amb un gran galió i vint caravel·les, al comandament de l'Infant Lluís de Portugal i d'Aragó, germà de l'Emperadriu.
- Els Estats Pontificis amb dotze galeres, quatre d'elles de l'Orde de Malta, sota el comandament de Virginio Ursino.
- L'armada del Mediterrani, amb quinze galeres, al comandament d'Álvaro de Bazán el Vell
- Deu galeres sicilianes al comandament de Berenguer de Requesens i Tagliavia.[1]
- Sis galeres napolitanes al comandament de García Álvarez de Toledo.
- Dinou galeres genoveses al comandament d'Andreu Doria, entre elles la galera real, amb 26 bancs de quatre remers cadascun.
- Quaranta-dos naus de l'esquadra del Cantàbric.
- Seixanta urques de l'esquadra de Flandes.
- Cent cinquanta veles de l'esquadra de Màlaga, amb 10.000 soldats. Entre elles 80 naus gruixudes i una nau Capitana, de sis gàbies, i que servia d'hospital.

## L'operació
Salpen de Barcelona el 30 de maig de 1535, arriben a Maó el 3 de juny i arriben a Alcúdia el 4 de juny, i passen a Càller el 10 de juny, Carles V passa revista el 12 de juny, amb 54.000 homes i 500 naus i salpen cap a Tunis el 14 de juny.
La flota recala entre Bizerta i les ruïnes de Cartago, havent capturat abans dues naus franceses que havien avisat a Barba-rossa de l'atac. L'exèrcit desembarca i posa setge a la fortalesa de la Goleta, la més forta del regne, que cau als 28 dies de combats. Una vegada presa La Goleta, l'exèrcit es dirigeix a Tunis, sent atacat per les tropes de Khair ed-Din Barba-rossa, que són desbaratades. El 21 de juny de 1535, cau Tunis, havent-se revoltat abans de la seva caiguda els captius de l'Alcassaba. Entre el material defensiu, Barba-rossa comptava amb 400 canons, molts d'ells francesos.
Carles V desitjava continuar l'operació i dirigir-se a Alger, però donat l'avançat de l'estació i el perill de mals temps, no troba unanimitat entre els seus aliats, i el 17 d'agost, les diferents armades es dispersen.

## Conseqüències
L'atac a Tunis fou immediatament respost per Khair ed-Din Barba-rossa, que va saquejar Maó l'1 de setembre de 1535.
Mulei Hassan fou reposat per l'emperador Carles V, i va pactar la cessió de Bona, Bizerta, Mahdia i La Goleta, on va quedar una guarnició comandada per Bemardino de Mendoza, establint un protectorat, bloqueant Argel i tancar el pas a les incursions a Occident, però Uluç Ali-Paixà va recapturar Tunis el 1569, però a conseqüència de la victòria cristiana a la batalla de Lepant, Joan d'Àustria va aconseguir reprendre-la l'octubre de 1573, però finalment caigué de nou en mans otomanes en 1574, de manera que tot el Magreb central i oriental estava en mans otomanes.

## Militars implicats
- Antoni Serra de Marina.